# Zebrias lucapensis
Zebrias lucapensis е вид лъчеперка от семейство Soleidae. Видът е уязвим и сериозно застрашен от изчезване.

## Разпространение и местообитание
Разпространен е във Филипини.
Обитава морета и заливи.

## Описание
На дължина достигат до 8,4 cm.